# Gloppeelva
Gloppeelva , også kaldt Gloppenelva eller Storelva, er en elv i Gloppen kommune i Vestland fylke i Norge. Elven afvander Breimsvatnet, og har udløb i Gloppefjorden, syd for centrum i byen Sandane, nær Sandane Camping. Elven har en laksebestand.
Elven er reguleret med en dæmning omtrent 1 km fra Breimsvatnet, og vandet udnyttes i Vandkraftværkerne Eidsfoss kraftverk og Trysilfoss kraftverk.
Ved udmundingen ved Gloppefjorden har den skabt et brakvandsdelta. Fitjeelva som munder ud lige syd for Gloppeelva har bidraget til at deltaet har fået brede og lange grunde, med sandbanker af forskellig højde. Tæt ved området ligger Sandane Camping, som bruger deltaets sand til badestrand. Elvene gør at vandet holder noget lavere temperatur, men samtidig varmes det på den lange lave stræk forholdsvis hurtigt op om sommeren.
Elven har tre større vandfald, Trysilfossen, Evebøfossen og Eidsfossen, som er det højeste med et fald på 32 meter. Gloppeelva blev tidligere brugt til tømmerflådning fra Breimsvatnet. Ved Evebøfossen blev der i 1500-tallet bygget et savværk.

## Lakseelv
Grundejerne er organiseret i Gloppen Elveeigarlag og Indre Gloppen Elveeigarlag, som forvalter lakseforekomsterne i elven, og udlejer rettigheder til laksefiskeri. De står også for vedligehold af to laksetrapper i elven.

## Dyreliv
Deltaet og området omkring danner basis for et alsidigt fugleliv af især vadefugle, og området er fredet under navnet Bukta fuglefredningsområde.
På grund af det gode fiskeri i området tiltrækker elven rovdyr og -fugle. Området har i perioder haft mange oddere, hvilket grundejere ikke sætter pris på, da de mener de truer bestanden af vildaks, og de har flere gange fået tilladelse til at jage dem.
I 2007 blev der observeret et havørnepar ved elvemundingen.

## Eksterne kilder og henvisninger
1. ↑  Fellingsløyve for oter i Gloppeelva oppheva av direktoratet Arkiveret 29. april 2008 hos  Wayback Machine
Fylkesmannen, 30. august 2006, (dødt link - men besøgt  29. april 2008)
2. ↑  Havørn observert ved Gloppeelva Firda 13. marts 2007, besøgt 29. april 2008

- Elvedeltadatabasen (Webside ikke længere tilgængelig)
- Mere informasjon om Gloppenelva (Webside ikke længere tilgængelig)

61°45′51.67″N 6°12′34.84″Ø / 61.7643528°N 6.2096778°Ø